# Vampyr
En vampyr er et mytisk, overnaturligt væsen, der suger blodet eller livskraften ud af mennesker eller dyr. Vampyrens ofre kan siden selv blive til vampyrer.
Beretninger og myter om vampyrer eller vampyrlignende væsener, er kendt fra flere lande, og har inspireret alle dele af kulturen, inklusive bøger, skuespil, musik, film, tegneserier, rollespil og samlekortspil.

## 1700-tallets vampyr-sager
Etymologien bag ordet vampyr er usikker og omstridt. Det dukker først op i flere europæiske sprog i forbindelse med beretninger om vampyrer i det 18. århundrede, f.eks. på dansk i 1732. Beretningerne stammer i første omgang fra Balkan, men ordet forbindes siden med beretninger om tilsvarende tildragelser fra andre dele af Mellem- og Østeuropa.
Den nordlige del af Serbien var i perioden 1718-1739 besat af Østrig. I de år blev østrigske soldater og feltlæger i flere tilfælde kaldt ud til serbiske landsbyer for at undersøge indberetninger om mystiske dødsfald som følge af kortvarig sygdom. Lokalbefolkningen hævdede, at afdøde personer var vampyrer, som havde forårsaget flere tilfælde af sygdom og dødsfald. Efter at have udspurgt landsbyboerne, obducerede feltlægerne ligene, og fandt til deres forbløffelse, at ligene i flere tilfælde befandt sig i en tilsyneladende uforrådnet tilstand. Denne tilstand bekræftede landsbyboerne i deres opfattelse af, at der virkelig var tale om vampyrer, og de bad derfor myndighederne om tilladelse til at behandle ligene på en måde, så man kunne uskadeliggøre vampyrerne. I nogle af de kendte tilfælde gav de østrigske myndigheder efter for landsbyboernes ønsker, og ligene blev spiddet, halshugget og brændt.
Det gælder tilfældene i Kisiljevo i 1725 og i Medvedja i 1731-1732. Især den udførlige beretning om opgravningen af formodede vampyrer og vampyrofre i Medvedja vakte opsigt i bredere kredse og blev gengivet, refereret og debatteret i tidsskrifter, bøger og ved selskaber og hoffer. Der udkom således et større antal afhandlinger om vampyrer i 1732, og medicinere og nogle af datidens videnskabelige akademier analyserede feltlægernes indberetninger. Medicinerne kunne uden de store vanskeligheder forklare obduktionsresultaterne og dermed påvise, at der ikke var noget unaturligt ved ligenes tilsyneladende uforrådnede tilstand.
1734 samlede den protestantiske diakon Michael Ranft samtidens viden og teorier om vampyrer i Tractat von dem Kauen und Schmatzen der Todten in Gräbern. Siden fulgte benediktinermunken Augustin Calmets omfattende værk Dissertation sur les apparitions des anges, des démons et des esprits. Et sur les revenans et vampires de Hongrie, de Boheme, de Moravie et de Silesie i 1746, der har dannet udgangspunkt for meget af den senere litteratur om vampyrer, heriblandt englænderen Montague Summers' to bøger, The Vampire: His Kith and Kin (1928) og The Vampire in Europe (1929).
Der fortsatte dog med at komme indberetninger om vampyrer fra periferien af østrigernes rige, bl.a. fra dele af det nuværende Rumænien. Så sent som 1755 kom en indberetning fra Olomouc i Mæhren til kejserinde Maria Theresias hof. Hun sendte to af sine hoflæger ud for at undersøge sagen, og deres rapport førte under kyndig vejledning fra hendes førstelæge, Gerhard van Swieten, til en lovgivning mod den opgravning og behandling af lig, som kendes fra vampyrsagerne. Lovgivningen blev siden fulgt op af lovgivning om hekse, som førte til en stærk begrænsning af hekseforfølgerne i Ungarn.

## Vampyrer i skønlitteratur og film etc.
Digtere og forfattere blev tidligt inspireret af vampyren, og dens affinitet med andre myter, eksempelvis Goethe i Die Braut von Korinth (1797) og John Keats i Lamia (1819).
Af særlig betydning for udviklingen af den fiktive vampyr, vi kender i dag, var novellen The Vampyre af Lord Byrons livlæge, John William Polidori, der blev udgivet anonymt i 1819. Novellen blev en sensation, dels fordi mange regnede med, at Byron selv var forfatteren, og dels fordi novellen præsenterede en aristokratisk vampyrskikkelse, der har mange fællestræk med Lord Byron. Der blev opsat flere teaterstykker i Paris over historien, og den dannede forlæg for en opera af Heinrich August Marschner, Der Vampyr (1828).
Blandt senere vampyrnoveller er ireren Joseph Sheridan Le Fanus Carmilla (1872), der skildrer en kvindelig vampyr. Fanu får uddybet vampyrenes mesmerisme-evner, og fremstiller dem som sofistikerede væsner med stærke seksuelle undertoner, især fra den kvindelige vampyr, Carmillas side, som faktisk forfører en anden ung kvinde. Fanu vil vise, at en vampyrs stærke dyriske tiltrækning kan tiltrække hvem som helst, og lokke alle i fordærv – uanset køn og alder.
Den fiktive vampyr, der er bedst kendt i dag, er grev Dracula, hovedpersonen i ireren Bram Stokers gyserroman af samme navn fra 1897. Man troede en overgang, at Bram Stoker var inspireret af den historiske skikkelse Vlad Dracula, som regerede i Transsylvanien i det 15. århundrede, men nyere forskning har vist, at dette næppe var tilfældet.
I dag er nogle af de bedst sælgende vampyrfortællinger Twilight-bøgerne, om vampyren Edward, der bliver kæreste med menneskepigen Bella.

## Lilith
Ifølge jødisk mytologi nedstammer alle vampyrer fra den bibelske skikkelse Lilith, som angiveligt var Adams hustru før Eva. Denne teori er også udbredt blandt fans af Anne Rices romanserie Vampire Chronicles.
Teorien blev også udbredt i tv serien True Blood sæson 5, hvor Lilith fremstår som den allerførste vampyr nogensinde.

## Vampyrens adfærd
Betegnelsen vampyr forbindes i dag ofte med et bredt udvalg af myter og fortællinger om vampyrlignende væsener, som kendes helt tilbage til den tidligste historiske tid, og som findes i forskellige varianter i forskellige verdensdele. Nogle er kvindelige væsner, der kommer til sovende mænd om natten (såsom maren). Andre stjæler spædbørn, som de tømmer for blod. Fra Java og Malaysia kendes Penangolaen, et flyvende, mandefjendsk kvindehoved, der drikker blodet af drengebørn.
En af de ældste og bedst kendte vampyrtyper er den udøde genganger, der om natten forlader sin grav for at suge blod af mennesker og kvæg. I den moderne vampyrfiktion tåler denne vampyrtype normalt ikke sollys, og kan uskadeliggøres, hvis man åbner graven og jager en pæl gennem dens hjerte.
Forskning viser dog at der absolut ingen gamle myter er om vampyrernes sårbarhed over for sollys. End ikke i Bram Stokers roman blev sollys brugt som destruktionsmiddel: Dracula fik hjertet gennemboret af en stor kniv (selvom der blev beskrevet at grevens kræfter var svagere om dagen). Myten om solens stråler er faktisk en ren filmmyte: Da Nosferatu blev indspillet, var det stadig i stumfilmenes tid, og derfor blev der brugt en del symbolik til at forklare meget af filmens handling. I slutningen af filmen, stiger solen op, og besejrer vampyrgreven, hvilket skulle symbolisere det godes sejr over det onde, dvs. lysets kræfter over mørkets. Simpel fejltolkning skyldes det moderne syn på sollys-myten.
Det er Bram Stoker, som tilføjer vampyrernes manglende egenskab til at blive set i spejle, hvilket tidligere ikke er blevet nævnt i myter. Desuden giver han også Dracula evnen til at forvandle sig til en flagermus, hvor det i myterne altid var en ugle, en ulv, en kat eller endda tåge.

### Sookie Stackhouse / True Blood
I roman- og tv-serien om Sookie Stackhouse, kan vampyrerne leve af kunstigt blod, der sælges på flaske.

### Faglitteratur
- Michael Ranft: Tractat von dem Kauen und Schmatzen der Todten in Gräbern (1734)
- Augustin Calmet: Dissertation sur les apparitions des anges, des démons et des esprits. Et sur les revenans et vampires de Hongrie, de Boheme, de Moravie et de Silesie (1746)
- Stefan Hock: Die Vampyrsagen und ihre Verwertung in der deutschen Literatur (1900)
- Montague Summers: The Vampire: His Kith and Kin (1928)
- Montague Summers: The Vampire in Europe (1929)
- Dieter Sturm & Klaus Völker: Von denen Vampiren oder Menschensaugern (1968)
- Gabriel Ronay: The Dracula Myth (1972) ISBN 87-413-4640-8
- Raymond T. McNally & Radu Florescu: In Search of Dracula (1973)
- Dan Turèll: Alverdens vampyrer (1978) ISBN 87-418-4857-8
- Paul Barber: Vampires, Burial, and Death: Folklore and Reality (1988) ISBN 9780300164817
- Klaus Hamberger: Mortuus non mordet: Kommentierte Dokumentation zum Vampirismus 1689-1791 (1992)
- Stephen Jones: The Illustrated Vampire Movie Guide (1993) ISBN 1852864494
- Niels K. Petersen: Vampyrfilmens historie + Vampyr-litteratur (Inferno nr. 1, 1993)
- Nicolas Barbano: Suger kælling! (B.T. 25.5.1996)
- Nicolas Barbano: You can’t keep a good vampire down! (Zoo Magazine nr. 17, 1998)
- Peter Mario Kreuter: Der Vampirglaube in Südosteuropa (2001)
- Nicolas Barbano: Med blod på tanden (PS Pige-Special nr. 5, 2003)
- Nicolas Barbano: Vamps på dvd (Alt om DVD nr. 1, 2004)
- Nicolas Barbano: Nyt blod Arkiveret 7. november 2011 hos  Wayback Machine (kronik i Politiken 20.7.2005, samt på Uncut.dk)
- David Keyworth: Troublesome Corpses: Vampires & Revenants (2007) ISBN 9781905328307
- Markus Heitz: Vampire! Vampire! Alles über Blutsauger (2008)
- Hagen Schaub: Blutspuren: Die Geschichte der Vampire – Auf den Spuren eines Mythos (2008)
- Erik Butler: Metamorphoses of the Vampire in Literature and Film: Cultural Transformations in Europe, 1732-1933 (2010) ISBN 9781571134325
- Mark Collins Jenkins: Vampire Forensics: Uncovering the Origins of an Enduring Legend (2010) ISBN 9781426206078
- Nils Hartmann: Varulve og vampyrer (Gyldendal, 2011) ISBN 978-87-02-10764-7